# Індіан-Вілледж (Індіана)
Індіан-Вілледж (англ. Indian Village) — місто (англ. town) в США, в окрузі Сент-Джозеф штату Індіана. Населення — 118 осіб (2020).

## Географія
Індіан-Вілледж розташований за координатами 41°42′51″ пн. ш. 86°13′56″ зх. д. / 41.71417° пн. ш. 86.23222° зх. д. (41.714297, -86.232190).  За даними Бюро перепису населення США в 2010 році місто мало площу 0,23 км², уся площа — суходіл.

## Демографія
Згідно з переписом 2010 року, у місті мешкали 133 особи в 60 домогосподарствах у складі 39 родин. Густота населення становила 578 осіб/км².  Було 63 помешкання (274/км²).
Расовий склад населення:
| - 91,0 % — білих - 4,5 % — чорних або афроамериканців - 1,5 % — азіатів |

До двох чи більше рас належало 3,0 %. Частка іспаномовних становила 0,0 % від усіх жителів.
За віковим діапазоном населення розподілялося таким чином: 14,3 % — особи молодші 18 років, 66,9 % — особи у віці 18—64 років, 18,8 % — особи у віці 65 років та старші. Медіана віку мешканця становила 51,3 року. На 100 осіб жіночої статі у місті припадало 114,5 чоловіків;  на 100 жінок у віці від 18 років та старших — 107,3 чоловіків також старших 18 років.
Середній дохід на одне домашнє господарство  становив 75 667 доларів США (медіана — 60 000), а середній дохід на одну сім'ю — 97 661 долар (медіана — 73 750). За межею бідності перебувало 12,7 % осіб, у тому числі 11,1 % дітей у віці до 18 років та 3,2 % осіб у віці 65 років та старших.
Цивільне працевлаштоване населення становило 55 осіб. Основні галузі зайнятості: освіта, охорона здоров'я та соціальна допомога — 36,4 %, виробництво — 16,4 %, мистецтво, розваги та відпочинок — 10,9 %, науковці, спеціалісти, менеджери — 7,3 %.